# Благовещенское (станция)
Благове́щенское — железнодорожная станция Рижского направления Московской железной дороги в Волоколамском городском округе Московской области. Расположена в 136 километрах от Москвы. Входит в Московско-Смоленский центр организации работы железнодорожных станций ДЦС-3 Московской дирекции управления движением. По основному применению является промежуточной, по объёму работы отнесена к 5 классу.
Рядом со станцией располагается одноимённый посёлок при станции.
Станция представляет собой три пути, все три электрифицированы. С западной и с восточной горловины станции имеется 2 стрелочных перевода, все они управляются дистанционно. Главный путь — центральный.
Пассажирская посадочная платформа единственная, высокая, рассчитана на приём 12-вагонного электропоезда. На платформе есть скамейки и навес с демонтированным кассовым павильоном. Эта боковая платформа расположена у северного пути и смещена к западной горловине станции. Продажа билетов на электропоезда осуществляется разъездными кассирами, также есть ТППД.
В будние дни на станции останавливается 6 пригородных электропоездов, по выходным — 7 пригородных электропоездов в каждом направлении. Все они проследуют станцию по северному пути, оборудованному платформой. По центральному пути проходят пассажирские поезда, не имеющие остановки, в частности экспресс-электропоезда Москва — Шаховская.
После закрытия станции Бухолово единственным разъездом между Волоколамском и Шаховской осталась станция Благовещенское.
До 1 июня 2014 года на станции останавливался ежедневный пригородный поезд (1 пара) на тепловозной тяге Волоколамск — Ржев (ныне укорочен до Шаховской).